# Décalage vers le bleu
Ne pas confondre avec Half-Life: Blue Shift, titre d'un jeu vidéo
 (mars 2022).
Si vous disposez d'ouvrages ou d'articles de référence ou si vous connaissez des sites web de qualité traitant du thème abordé ici, merci de compléter l'article en donnant les références utiles à sa vérifiabilité et en les liant à la section « Notes et références ».

Les ondes provenant d'une source lumineuse sont plus courtes lorsque celle-ci s'approche d'un observateur situé à la droite. Les ondes sont « compressées » et la lumière est donc bleuie. C'est le décalage vers le bleu ou blueshift.
Légende :
1 : Ondes rallongées à l'arrière de la source lumineuse dues à son déplacement.
2 : Sens de déplacement de la source lumineuse.
3 : Source lumineuse.
4 : Ondes raccourcies à l'avant de la source lumineuse dues à son déplacement.

Autre représentation du décalage Doppler vers le rouge et le bleu selon que la source s'éloigne ou s'approche de l'observateur.

Le décalage vers le bleu (blueshift en anglais) se produit lorsque la fréquence du rayonnement observée est décalée vers le bleu par rapport à la fréquence de la source lumineuse. Ce phénomène se produit lorsque la distance séparant une source lumineuse d'un observateur devient de plus en plus faible ou sous l'influence de l'attraction gravitationnelle. Ce décalage est complémentaire au décalage vers le rouge (redshift).

## Histoire
C'est en 1912 que l'astronome américain Vesto Slipher découvre que la galaxie d'Andromède (alors connue comme nébuleuse) se rapproche de notre galaxie à 200 km/s. Mais il découvre par la suite que la plupart des galaxies hors du Groupe local s'éloignent de nous. Il est le premier à relever une manifestation du décalage vers le bleu.

## Exemples
À échelle intergalactique, notre voisine la galaxie d'Andromède pourrait entrer en collision avec notre galaxie dans quelques milliards d'années sous l'effet de l'attraction gravitationnelle, elle nous apparaît donc globalement bleuie par sa vitesse d'approche. Sa vitesse mesurée est d'environ 300 km/s. Donc {\displaystyle z=-0.001} pour la galaxie d'Andromède. 
À échelle interstellaire, le mouvement propre de l'étoile Gliese 710 montre que d'ici environ 1,3 million d'années, elle passera à 13 000 ± 6 000 ua du Soleil, et donc largement à l'intérieur du nuage d'Oort.

## Applications
Dans l'Univers, les objets peuvent revêtir des couleurs et des températures très variées. Donc pour pouvoir mesurer le décalage vers le bleu ou vers le rouge d'un objet, il est nécessaire de connaître son spectre originel. Or, les spectres sont souvent des plus complexes.
Pour pouvoir mesurer le décalage vers le rouge, les astronomes utilisent des repères fixes dans les spectres : les raies d'absorption. La lumière émise par un objet est en partie ou totalement absorbée par les éléments plus froids entourant l'objet en question. Ces raies d'absorption sont parfaitement définies partout dans l'Univers à des longueurs d'onde précises. Comme nous pouvons déduire les éléments entourant les astres, nous pouvons identifier la différence de position de ces raies entre le modèle théorique et le spectre observé, et ainsi en déduire le décalage.
Au début du XXIe siècle, on utilise le décalage vers le bleu d'un objet, noté z, pour parler de sa vitesse de rapprochement.
| Basé sur la longueur d'onde                                                                                   | Basé sur la fréquence                                                                    |
| --- | ---------------------------------------------------------------------------------------- |
| {\displaystyle z={\frac {\lambda _{\mathrm {obsv} }-\lambda _{\mathrm {emit} }}{\lambda _{\mathrm {emit} }}}} | {\displaystyle z={\frac {f_{\mathrm {emit} }-f_{\mathrm {obsv} }}{f_{\mathrm {obsv} }}}} |
| {\displaystyle 1+z={\frac {\lambda _{\mathrm {obsv} }}{\lambda _{\mathrm {emit} }}}}                          | {\displaystyle 1+z={\frac {f_{\mathrm {emit} }}{f_{\mathrm {obsv} }}}}                   |

## Autre domaine
En chimie moléculaire les termes de décalage vers le bleu ou vers le rouge (respectivement décalage hypsochromique et bathychromique) se réfère au décalage en longueur d'onde émises par certaines molécules. Contrairement aux effets discutés dans cet article, ce phénomène ne se réfère pas à un décalage entre la longueur d'onde émise (dans le référentiel de l'émetteur) et la longueur d'onde mesurée (dans le référentiel de l'observateur).
À échelle microscopique, les molécules d'eau présentent des propriétés encore énigmatiques aux interfaces avec certains matériaux. Des études spectroscopiques montrent un mouvement (à haute fréquence) dans les molécules d'eau, avec un décalage vers le bleu aux interfaces hydrophobes et hydrophiles. La spectroscopie Raman et des simulations de dynamique moléculaire ont plaidé pour l'hypothèse que ce décalage, observé dans diverses solutions aqueuses proviendrait des mouvements vibrationnels qu'ont les molécules d'eau dans ces circonstances.